# Post (singel)
Post (zapis stylizowany: POST) – pierwszy singel polskiego piosenkarza Dawida Podsiadły z jego czwartego albumu studyjnego, zatytułowanego Lata dwudzieste. Singel został wydany 24 czerwca 2022.
Kompozycja znalazła się na 12. miejscu listy AirPlay – Top, najczęściej odtwarzanych utworów w polskich rozgłośniach radiowych. Nagranie otrzymało w Polsce status platynowego singla, przekraczając liczbę 50 tysięcy sprzedanych kopii.

## Geneza utworu i historia wydania
Piosenka została napisana i skomponowana przez Dawida Podsiadło i Jakuba Galińskiego, który również odpowiada za produkcję piosenki.
Singel ukazał się w formacie digital download 24 czerwca 2022 w Polsce za pośrednictwem wytwórni płytowej Pur Pur w dystrybucji Sony Music Entertainment Poland. Piosenka została umieszczona na czwartym albumie studyjnym Podsiadły – Lata dwudzieste.

## „Post” w stacjach radiowych
Nagranie było notowane na 12. miejscu w zestawieniu AirPlay – Top, najczęściej odtwarzanych utworów w polskich rozgłośniach radiowych.

## Lista utworów
- Digital download[2]

1. „Post” – 2:51

## Notowania

### Pozycja na liście sprzedaży
| Kraj   | Lista (2022)           | Najwyższa pozycja |
| ------ | ---------------------- | ----------------- |
| Polska | Billboard Poland Songs | 7                 |

### Pozycje na listach airplay
| Kraj   | Lista (2022)      | Najwyższa pozycja |
| ------ | ----------------- | ----------------- |
| Polska | AirPlay – Top     | 12                |
| Polska | AirPlay – Nowości | 1                 |

## Certyfikaty
| Kraj          | Certyfikat      | Sprzedaż |
| ------------- | --------------- | -------- |
| Polska (ZPAV) | platynowa płyta | 50 000+  |

## Wyróżnienia
| Rok  | Konkurs                  | Kategoria                   | Rezultat    |
| ---- | ------------------------ | --------------------------- | ----------- |
| 2022 | Gorąca 100               | 100 największych hitów 2022 | 79. miejsce |
| 2022 | Przebój roku RMF FM 2022 | Przebój roku                | 41. miejsce |